# Mazew (gmina)
Mazew (od 1973 Daszyna) – dawna gmina wiejska istniejąca do 1954 roku w woj. łódzkim. Siedzibą władz gminy był Mazew.
W okresie międzywojennym gmina Mazew należała do powiatu łęczyckiego w woj. łódzkim. Po wojnie gmina zachowała przynależność administracyjną. Według stanu z dnia 1 lipca 1952 roku gmina składała się z 16 gromad: Daszyna, Gąsiorów, Jarochów, Jarochówek, Jaworów, Kotków, Krężelewice, Łubno, Mazew, Mazew kol., Odechów, Osędowice, Rzędków, Sławoszew, Żelazna Nowa i Żelazna Stara.
Jednostka została zniesiona 29 września 1954 roku wraz z reformą wprowadzającą gromady w miejsce gmin. Po reaktywowaniu gmin z dniem 1 stycznia 1973 roku gminy Mazew nie przywrócono, utworzono natomiast jej terytorialny odpowiednik, gminę Daszyna.